# 아이디스파워텔
아이디스파워텔 주식회사(IDIS powertel Co., Ltd.)는 무전 통신 사업자이다. 전국 무전통화 서비스와 이동전화 및 부가서비스 제공이 주요 업무이다. 1985년 설립된 한국항만전화에 뿌리를 두고 있으며, 2002년 4월 케이티파워텔(주)로, 2021년 7월 아이디스파워텔(주)로 상호를 변경하였다.
1997년 12월 국내 최초로 모토로라 iDEN을 도입하여 디지털TRS 서비스를 시작, FIFA 월드컵 및 아시안 게임, APEC 등의 국가 대형행사에 무전 서비스를 지원하였다. 최대 주주는 KT(44.85%)이며, 2000년 이동전화서비스와 무선데이터 통신서비스를 제공한 데 이어 2004년 GPS(위성항법시스템) 서비스를 제공했다.
2014년 10월 LTE 무전통신서비스 파워톡 2.0과 전용 단말기 라져(RADGER)를 출시하여 제1회 대한민국 미래혁신대상 '혁신서비스 대상', 제11회 신성장경영대상 '국무총리상'을 수상하였다. 2016년 기업용 스마트폰 무전 앱 라져 PTT를 출시하고, 기업용 유·무선 결합서비스 라져 FMC 서비스를 제공하고 있다.

## 연혁

### 2000년 이전
- 1985년 12월 27일 한국항만전화주식회사가 발족되어, 한국통신으로부터 항만전화사업을 위탁운영하였다. 윤명중 초대사장이 임명되었다.[6]
- 1988년 1월 7일 정보통신부장관으로부터 공중전기통신사업자로 지정, 독립된 공중전기통신사업자로 항만통신역무를 개시하였다.[7]
- 1991년 12월 TRS(주파수공용통신사업)을 개시하여 연안선박과 부산 등 7개 지역에서 서비스를 제공하였다.
- 1995년 2월 28일 TRS(주파수공용통신사업) 전국 사업허가를 획득하였다.[8]
- 1995년 8월 30일 서울 등 6개 지역에 아날로그TRS 서비스를 개시하였다.[9]
- 1995년 9월 본사를 서울 영등포구 여의도동 35-6번지로 이전하였다.
- 1995년 12월 1일 (주)한국TRS로 사명을 변경하였다.[10]
- 1996년 12월 1일 항만전화사업을 한국통신(주)에 양도한 후, 수탁사업으로 운용하였다.
- 1997년 12월 12일 국내 최초로 미국 모토로라사의 iDEN 방식을 도입[11], 디지털TRS 상용서비스를 개시하였다.
- 1998년 5월 본사를 서울 양천구 목동 924번지로 이전하였다.
- 1999년 4월 30일 수탁 운용하던 항만전화사업을 종료하였다.
- 1999년 5월 1일 항만전화 수탁사업을 한국통신(주)로 반납하였다.
- 1999년 6월 10일 (주)한국통신파워텔로 사명을 변경하였다.
- 1999년 10월 1일 공항TRS 사업을 한국통신(주)로부터 인수하여 TRS전문사업자로 출발하였다.

### 2000년 이후
- 2000년 이동전화 및 데이터서비스 상용서비스를 개시하였다.
- 2002년 4월 케이티파워텔(주)로 사명을 변경하였다.
- 2002년 2002 FIFA 월드컵 공식업체로 선정, 무전 통신 서비스를 지원하였다.[12]
- 2003년 2월 5일 아남텔레콤(주)를 흡수 합병하였다.[13]
- 2006년 해외에서 선풍적인 인기를 끌고 있던 E-mail 솔루션인 블랙베리 서비스를 국내 최초로 도입하였다.[14]
- 2009년 하나의 단말기로 TRS 무전 서비스와 WCDMA 이동전화 서비스를 제공하는 듀올(Duall) 단말기를 출시, IR52 장영실상을 수상하였다.[15]
- 2012년 TRS 스마트폰 모델 더블비(Double V)를 출시하였다.[16]
- 2013년 3G 무전통신서비스 파워톡과 전용 단말기 비트로이(BETROI)를 출시하였다.[17]
- 2014년 10월, LTE 무전통신서비스 파워톡 2.0과 전용 단말기 라져 1(RADGER 1)를 출시[18]하였다.
- 2014년 제1회 대한민국 미래혁신대상 '혁신서비스 대상'[19], 제11회 신성장경영대상 '국무총리상'을 수상하였다.
- 2015년 라져 T1(RADGER T1)[20], 라져 2(RADGER 2)를 출시[21]하였다.
- 2016년 3월 25일 문호원 대표이사 취임[22]
- 2016년 라져 F1(RADGER F1), 스마트폰 무전 앱 라져 PTT(RADGER PTT)를 출시[23]하였다.
- 2017년 2월 20일 라져 3(RADGER 3)를 출시[24]하였다.
- 2017년 8월 1일 라져 Lite(RADGER Lite)를 출시[25]하였다.
- 2018년 3월 30일 김윤수 대표이사 취임[26]
- 2021년 6월 김영달 대표이사 선임
- 2021년 7월 30일 아이디스파워텔(주)로 사명을 변경하였다.